# Пуэрария
Пуэра́рия, ку-дзу, ку-поу (лат. Puerāria) — род растений семейства Бобовые.
Род назван по имени швейцарского ботаника М. Н. Пуэрари (1765—1845).

## Ареал
Родина пуэрарии — Азия, её ареал произрастания находится от тропических районов Индокитая до умеренных предгорий Сихотэ-Алинь. На запад может произрастать до Ирана.
Некоторые виды были занесены в Северную Америку и Европу.

## Описание
Растения рода — лианообразные, вьющиеся. Растение многолетнее, в тёплом климате может достигать у некоторых видов длины 20-30 м уже к концу второго года. Корни вглубь уходят до 15 м, могут переносить достаточно сильные морозы. Однако в умеренном климате травянистая часть на зиму отмирает.
Пуэрария густо увивает деревья, кустарники, столбы, строения. Цветки синих и фиолетовых оттенков, с ароматом. Плод — многосемянный боб. Листья крупные, тройчатосложные, внешне напоминают листья винограда.

## Классификация
В роде выделяют около 10 видов, иногда более. 4-5 близких видов в некоторых источниках разматриваются как подвиды одного вида кудзу.
- P. edulis Pamp.[6]
- Пуэрария дольчатая или лопастная, P. lobata (Willd.) Ohwi[6] (также P. montana var. lobata)[7]
- P. montana (Lour.) Merr.[6]
- P. phaseoloides (Roxb.) Benth.[6][8]
- P. thomsonii Benth.,[6] синоним P. montana var. chinensis[9]

Ресурс GRIN название Pueraria lobata (Willd.) Ohwi считает синонимом правильного названия Pueraria montana (Lour.) Merr. var. lobata (Willd.).
По информации базы данных The Plant List, род включает 20 видов:
- Pueraria alopecuroides Craib
- Pueraria bella Prain
- Pueraria bouffordii H.Ohashi
- Pueraria calycina Franch.
- Pueraria candollei Benth.
- Pueraria edulis Pamp.
- Pueraria garhwalensis L.R.Dangwal & D.S.Rawat
- Pueraria imbricata Maesen
- Pueraria lacei Craib
- Pueraria maclurei (F.P.Metcalf) F.J.Herm.
- Pueraria montana (Lour.) Merr.
- Pueraria peduncularis (Benth.) Benth.
- Pueraria phaseoloides (Roxb.) Benth.
- Pueraria pulcherrima (Koord.) Koord.-Schum.
- Pueraria sikkimensis Prain
- Pueraria stracheyi Baker
- Pueraria stricta Kurz
- Pueraria tuberosa (Willd.) DC.
- Pueraria wallichii DC.
- Pueraria xyzhuii H.Ohashi & Iokawa

## Применение

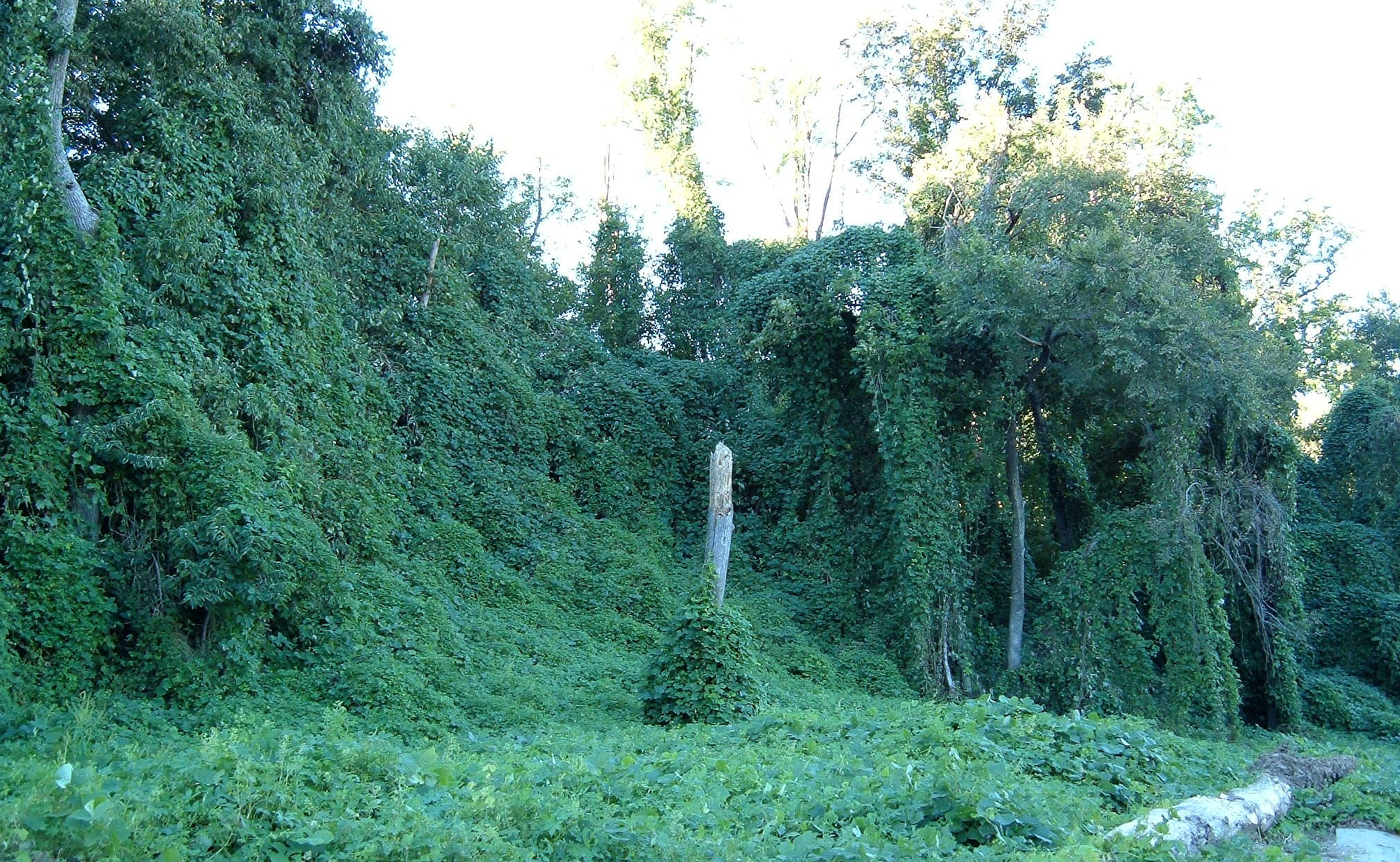
заросли кудзу на деревьях вдоль железнодорожной линии в Атланте (штат Джорджия, США)

Цветки издавна используются в китайской медицине.
Современная медицина изучает потенциал использования кудзу для лечения болезни Альцгеймера. Также отвар кудзу используется против диареи.
В японской кухне используется для приготовления разновидности моти под названием «кудзумоти».
На территорию США кудзу был впервые завезён в 1876 году (им был украшен японский павильон на Всемирной выставке в Филадельфии, посвящённой столетию США), позднее его начали сажать на юге страны в декоративных целях вокруг веранд и беседок. После великой депрессии 1930х годов, когда сельское хозяйство южных штатов пришло в упадок, министерство сельского хозяйства США стало бесплатно рассылать фермерам миллионы ростков кудзу (полагая, что это растение позволит укрепить почвы, нарушенные ветровой эрозией, а также обогатит почвы азотом). Кроме того, их высаживали вдоль некоторых участков железных дорог для укрепления склонов и предотвращения оползней. В дальнейшем было установлено, что кудзу быстро распространяется, лианы обвивают деревья (что приводит к их гибели), а также опоры линии электропередач (что приводило к коротким замыканиям при обрыве проводов под весом обвивавших их побегов). В результате, кудзу признали сорным растением, а землю под опорами ЛЭП начали обрабатывать гербицидами, однако заросли кудзу используются при выпасе скота.